# ۵۷۱ (میلادی)
۵۷۱ (میلادی) پانصد و هفتاد و یکمین سال تقویم میلادی است.

## زادگان
- محمد - پیامبر دین اسلام در مکه

## درگذشتگان
‎